# Śnieżna Przełęcz

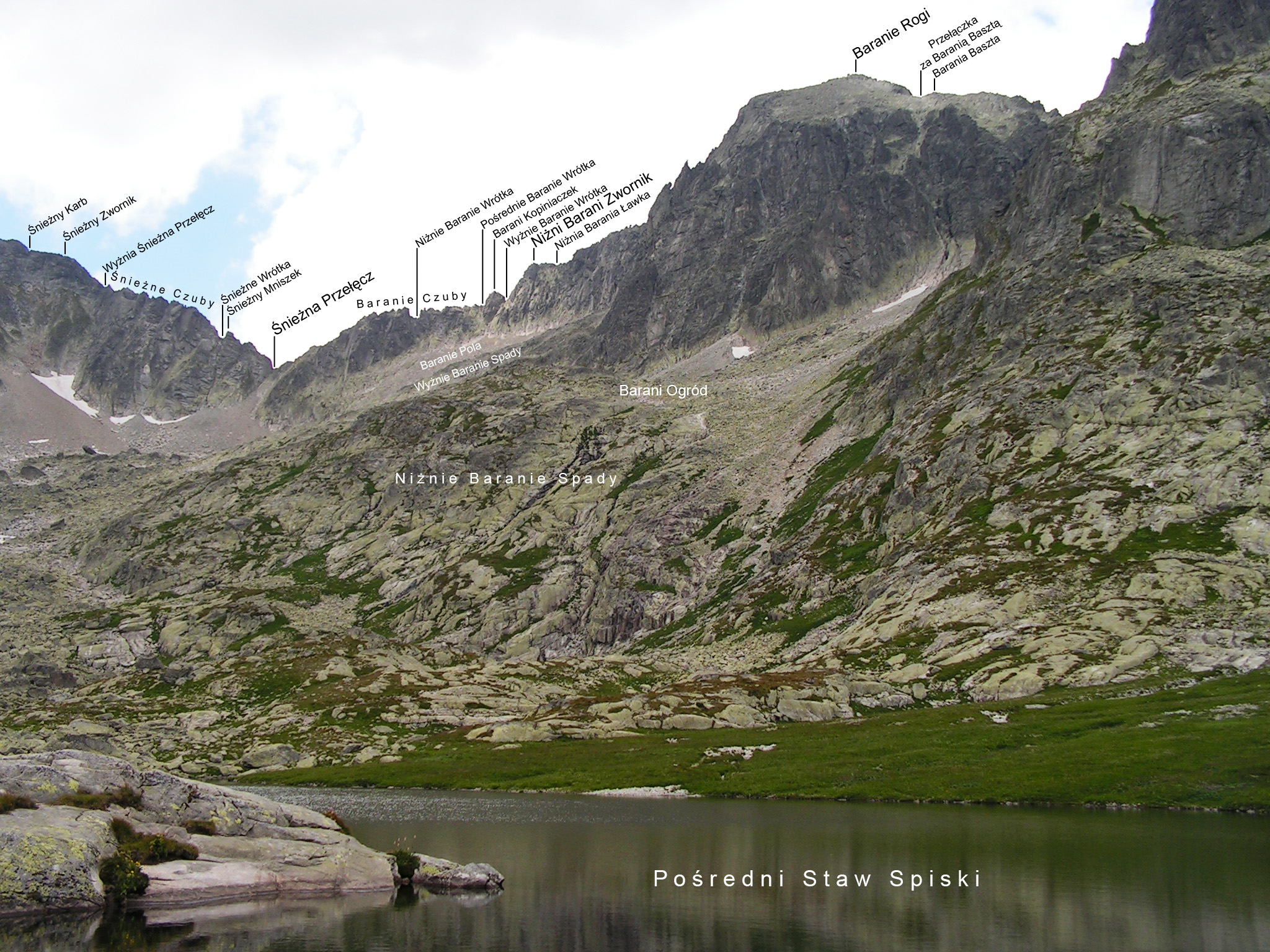
Śnieżna Przełęcz i opadające na nią granie z podpisanymi formacjami

Śnieżna Przełęcz (słow. Ľadové sedlo, niem. Eistaler Scharte, węg. Jég-völgyi-csorba) – głęboka przełęcz w głównej grani Tatr, oddzielająca masyw Śnieżnego Szczytu (Snehový štít) od masywu Baranich Rogów (Baranie rohy). Znajduje się na wysokości 2354 m n.p.m. (według wcześniejszych pomiarów 2323 lub 2341 m).
W grani wznoszącej się w kierunku Śnieżnego Szczytu znajduje się szereg mniej wybitnych formacji. Są to (w kolejności od Śnieżnej Przełęczy):
- Śnieżny Mniszek (Snehový mních),
- Śnieżne Wrótka (Snehové vrátka),
- Śnieżne Czuby (Snehový hrb),
- Wyżnia Śnieżna Przełęcz (Prielom pod Snehovým),
- Śnieżny Zwornik (Snehová strážnica) – odchodzi od niego Śnieżna Grań (hrebeň Snehových veží),
- Śnieżny Karb (Snehová priehyba),
- Wyżni Śnieżny Karb (Vyšná Snehová priehyba).

W grani wznoszącej się ku Baranim Rogom wypiętrzają się (w kolejności od Śnieżnej Przełęczy):
- Baranie Czuby (Baranie hrby) przerwane w połowie Niżnimi Baranimi Wrótkami (Nižné baranie vrátka),
- Pośrednie Baranie Wrótka (Prostredné baranie vrátka),
- Barani Kopiniaczek (Baraní mních),
- Wyżnie Baranie Wrótka (Vyšné baranie vrátka),
- Niżni Barani Zwornik (Nižná Barania strážnica, 2453 m) – odchodzi od niego Barania Grań (hrebeň Baraních veží),
- Niżnia Barania Ławka (Nižná barania lávka),
- Barani Kopiniak (Hrebeň baraních strážnic),
- Pośrednia Barania Ławka (Sedlo baraních strážnic),
- Wyżni Barani Zwornik (Vyšná Barania strážnica, 2510 m) – odchodzi od niego długa grań, w której pierwszym szczytem są Baranie Rogi.

Po północnej stronie przełęczy znajduje się Śnieżny Bańdzioch (Kotlinka pod Snehovým), jeden z trzech górnych kotłów Doliny Czarnej Jaworowej (Čierna Javorová dolina), a po stronie południowej – Dolina Pięciu Stawów Spiskich (kotlina Piatich Spišských plies).
Na przełęcz nie prowadzi żaden szlak turystyczny. Przejście przez Śnieżną Przełęcz stanowi natomiast dla taterników najdogodniejsze połączenie Doliny Pięciu Stawów Spiskich z górną częścią Doliny Czarnej Jaworowej. Było ono znane jurgowskim myśliwym i używane przez nich zapewne już w XVIII wieku.
Pierwsze znane wejścia:
- latem – Józef Stolarczyk, Wojciech Gąsienica Kościelny, Wojciech Ślimak, Szymon Tatar starszy i Jędrzej Wala starszy, 17 września 1867 r.,
- zimą – Dezső Reichart junior, 24 stycznia 1925 r.[4]

## Przypisy

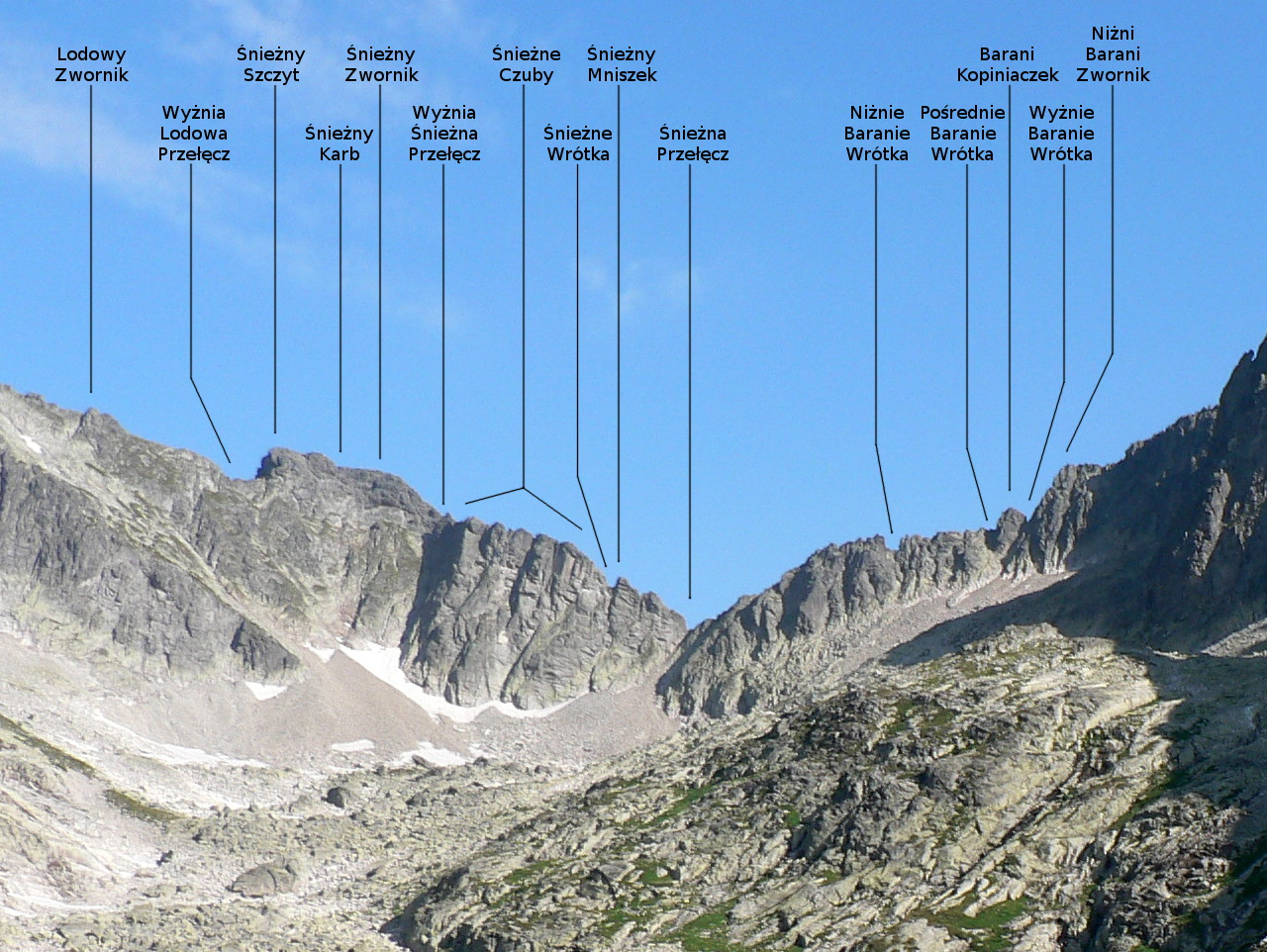
Śnieżna Przełęcz